# Burkina Faso zászlaja
Burkina Faso zászlaja Burkina Faso egyik nemzeti jelképe.
A vörös szín az ország forradalmi átalakításának eszméjére utal; a zöld a reményt és a bőséget szimbolizálja. A csillag forradalmat jelenti, amely a nemzetet a fényes jövőbe vezeti. A sárga szín a még felfedezetlen ásványkincsekre utal.